# Stummelschwanzpapagei
Der Stummelschwanzpapagei (Bolbopsittacus lunulatus) ist eine wenig erforschte kleine Papageienart, die im Norden, Süden und Osten der Philippinen vorkommt.

## Merkmale
Der Stummelschwanzpapagei erreicht eine Gesamtlänge von 15 Zentimeter und ein Gewicht von 62 bis 77 Gramm. Er ist auf dem Rücken und den Flügeloberseiten grün gefärbt, der Bauch, der hintere Rumpfbereich und der Schwanz sind grüngelb. Vorderkopf und Kehle sind blass bläulich, der Schnabel ist bläulichgrau. Die äußeren Handschwingen sind blau. Die bläulichen Bereiche am Kopf sind bei den Weibchen weniger ausgedehnt als bei den Männchen. Am hinteren Hals verläuft bei den Männchen ein schmales, hellblaues Band, bei den Weibchen ist es gelb. Jungvögel ähneln den Weibchen, haben aber einen blasseren Schnabel.

## Lebensraum und Lebensweise
Der Stummelschwanzpapagei kommt in Wäldern und an Waldrändern, auf Flächen mit Sekundärbewuchs, auf Lichtungen mit vereinzelten Bäumen, in Obstplantagen und Mangroven vor. Er ernährt sich von Früchten und Samen, darunter sind Feigen und Guaven. Zu seinen Lauten gehören hohe, kurze Pfiffe, die entweder einzeln oder in kurzen Serien gegeben werden, wie „tsee“ oder „tse-tsee-tseet“ ähnlich wie ein Sperling. Die Fortpflanzungszeit der Art beginnt im Mai.

## Unterarten und Verbreitung
Es werden vier Unterarten unterschieden, die sich vor allem an der Ausdehnung der blauen Bereiche an Kopf und Hals unterscheiden lassen:
- Bolbopsittacus lunulatus lunulatus (Scopoli, 1786)[3] – Luzon, nördliche Philippinen.
- Bolbopsittacus lunulatus callainipictus Parkes, KC, 1971[4] – Samar, östliche Philippinen.
- Bolbopsittacus lunulatus intermedius Salvadori, 1891[5] – Leyte und Panaon, östliche Philippinen.
- Bolbopsittacus lunulatus mindanensis (Steere, 1890)[6] – Mindanao, südöstliche Philippinen.

## Systematik
Die Artbezeichnung des Stummelschwanzpapageis wurde 1786 durch den italienischen Naturforscher Giovanni Antonio Scopoli festgelegt. Die Gattung Bolbopsittacus wurde 1891 durch den italienischen Ornithologen Tommaso Salvadori eingeführt. Zusammen mit den afrikanischen Unzertrennlichen (Agapornis) und den südasiatischen und südostasiatischen Fledermauspapageien (Loriculus) bildet der Stummelschwanzpapagei die Unterfamilie Agapornithinae innerhalb der Familie der Altweltpapageien (Psittaculidae).

## Gefährdung
Da das Verbreitungsgebiet des Stummelschwanzpapageis relativ groß ist und die Population stabil ist, wird die Art von der IUCN als nicht gefährdet eingeschätzt.